# Rhynchospora recognita
Rhynchospora recognita là loài thực vật có hoa trong họ Cói. Loài này được (Gale) Kral miêu tả khoa học đầu tiên năm 1999.